# 久昌院
久昌院（きゅうしょういん、慶長9年（1604年） - 寛文元年11月14日（1662年1月4日））は、常陸水戸藩主徳川頼房の側室。実名は久子。

## 生涯
慶長9年（1604年）、佐野藩士谷重則の長女として生まれる。母は伊藤七郎兵衛の娘（養心院）。『義公遺事』によると、母が水戸藩の奥向きの老女となり、母につき従って奥に出入りするうちに頼房の寵を得て、頼房の長男頼重を懐妊したという。後に頼房の側室となり、高瀬局と呼ばれた。
水戸徳川家の連枝高松松平家の祖となった頼重の出産は元和8年（1622年）、頼房にとっては三男となる光圀の出産は寛永5年（1628年）のことであった。どちらの出産の際も頼房に堕胎を命じられたが、家臣三木之次と頼房の乳母だった武佐の夫妻により匿われ、江戸麹町の三木家別邸で頼重を、水戸城下の三木邸で光圀を出産した。
寛文元年（1661年）10月より病になり、11月14日、水戸藩小石川藩邸にて死去した。享年58。法号は久昌院靖定大姉。諡号は靖定夫人。
墓所は初め水戸城下の経王寺であったが、のち水戸徳川家墓所瑞龍山に移された。歴代藩主夫妻が並んで葬られているのと同様、頼房の墓の隣に葬られているが、正室ではなかったため、頼房の基壇より1段低い位置に築かれている。茨城県常陸太田市にある久昌寺は、1677年に光圀が久昌院の菩提を弔うために建立した。また頼重も菩提を弔うために、香川県高松市にある広昌寺を建立している。久昌院が生前日蓮宗の信者となっていたため、久昌寺・広昌寺ともに日蓮宗である。
久昌院の墓を瑞龍山に移す際に光圀が書いた「靖定夫人を追福せる諷誦文」には、「婦徳あり。族に睦び、侍婢を遇するに恵和。家に宜しく、室に宜し」とあり、おそらく性行は温順で、特に目立ったところのない静かな女性であったと思われる。

## 家系
宇多源氏の後裔である谷氏の出身であるが、生家の谷家は本姓を藤原氏と称した。家紋は藤丸。先祖は近江国に住し、祖父は谷重春（重治）といい、六角義賢に属していた。父の重則は9歳の時、富田長家の五男・小吉郎（後の佐野信吉）の家臣となり、信吉が佐野氏の養子となって佐野城に入ったのに従って関東に下った。慶長19年（1614年）、佐野信吉は改易となったため、重則は鳥居忠政に仕えた。奥州岩城に住み、寛永7年（1630年）に没した。
重則は伊藤七郎兵衛の娘（養心院）を妻とし、4男2女があった。その長女が久子である。長男の重祐は初め保科正之に仕え、正保元年（1644年）頼房に、同3年（1646年）頼重に仕えた。頼重に従い高松藩に仕え、禄高は1千石（子孫は2千5百石）。重祐の子孫は、高松藩にて長く大老や家老を務めた。次男の重代は初め戸沢政盛に仕え、寛永年中に頼房に仕えた。後に水戸藩家老となり、禄高は1千石。三男の公明は、長兄の重祐と同じく正保元年（1644年）頼房に、同3年（1646年）頼重に仕え、子孫は高松藩に仕えた。四男の重政は、初め黒田忠之に仕えていたが、慶安2年（1649年）江戸で闘死した。次女の犬は保科正之の家臣である森伝之允の妻となった。
また、叔母（養心院の妹）の海津は蒲生家の重臣である蒲生郷成の後妻となり、晩年は久昌院の縁を頼って高松に赴いたとされる。郷成の曾孫にあたる蒲生郷武は、蒲生家改易後の正保3年（1646年）に高松藩に仕えて200俵を与えられ、後に御歩行頭に昇進して、300俵10人扶持を与えられたという。

## 登場作品
- 『天下の副将軍水戸光圀 徳川御三家の激闘』（テレビ東京、1992年、演：池内淳子）
- 『葵 徳川三代』（NHK大河ドラマ、石川葉子）
- 西村弘毅 『或る一族の肖像』（郁朋社、2024年） 松平頼重、徳川光圀の出生に関する小説　ISBN 978-4-87302-824-8